# Kassianspitze
Die Kassianspitze (ital. Cima San Cassiano, 2581 m s.l.m.) ist ein Berg am Südrand des Ostkamms der Sarntaler Alpen und bietet eine umfassende Aussicht auf die Dolomiten. Der Berg liegt weniger als einen Kilometer nördlich des Latzfonser Kreuzes, einer alten Pilgerstätte mit kleiner Wallfahrtskirche und Schutzhaus. Die nordöstlich gelegene Fortschellscharte (2299 m s.l.m.) trennt den Berg vom weiteren Gratverlauf mit Plankenhorn (2543 m s.l.m.) und Schrotthorn (2590 m s.l.m.). Südlich ist das Lückl (2376 m s.l.m.) die Scharte, über die der Weg von der Sarntaler Seite zum Latzfonser Kreuz führt. Von dort weist der südwestlich verlaufende Kamm bis zum Villanderer Berg keine höheren Erhebungen mehr auf.
Südöstlich ist der Kassianspitze ein Nebengipfel vorgelagert, der 2526 m s.l.m. hohe Ritzlar. Von Südosten gesehen, vom Eisacktal, Verdings oder Latzfons, verstellt der Ritzlar den Blick zum Hauptgipfel. Südwestlich der Kassianspitze befindet sich ein weiterer Nebengipfel mit einer Höhe von 2563 Metern, der auch Samspitze genannt wird. Der Hauptgipfel und beide Nebengipfel tragen jeweils ein Gipfelkreuz. Umrahmt von allen drei Gipfeln liegt südlich der Kassianspitze, östlich der Samspitze und westlich des Ritzlars der Kassiansee auf 2475 m s.l.m.

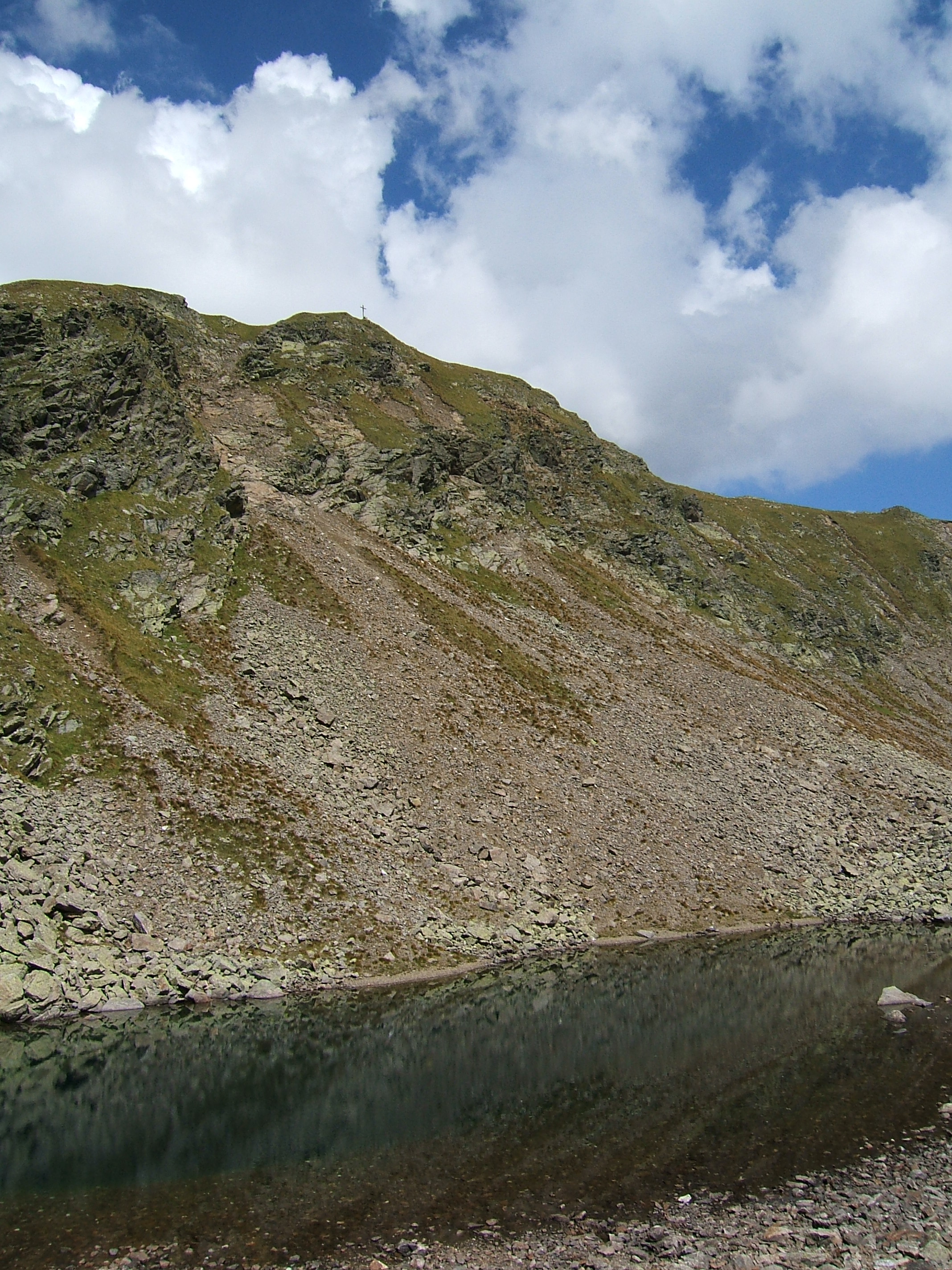
Kassianspitze von Süden, vorn der Kassiansee
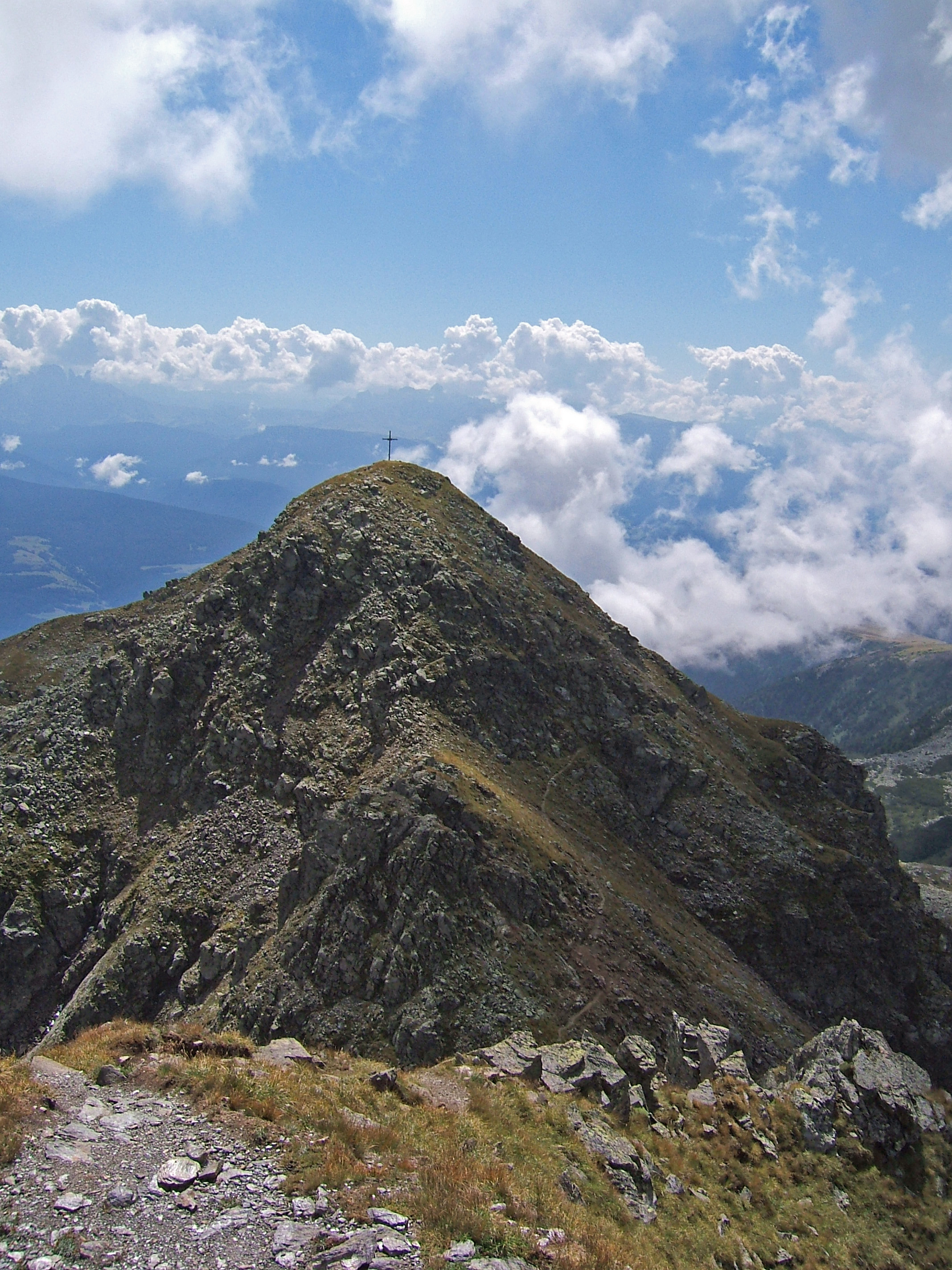
Ritzlar von Nordwesten, vom Verbindungsgrat zur Kassianspitze
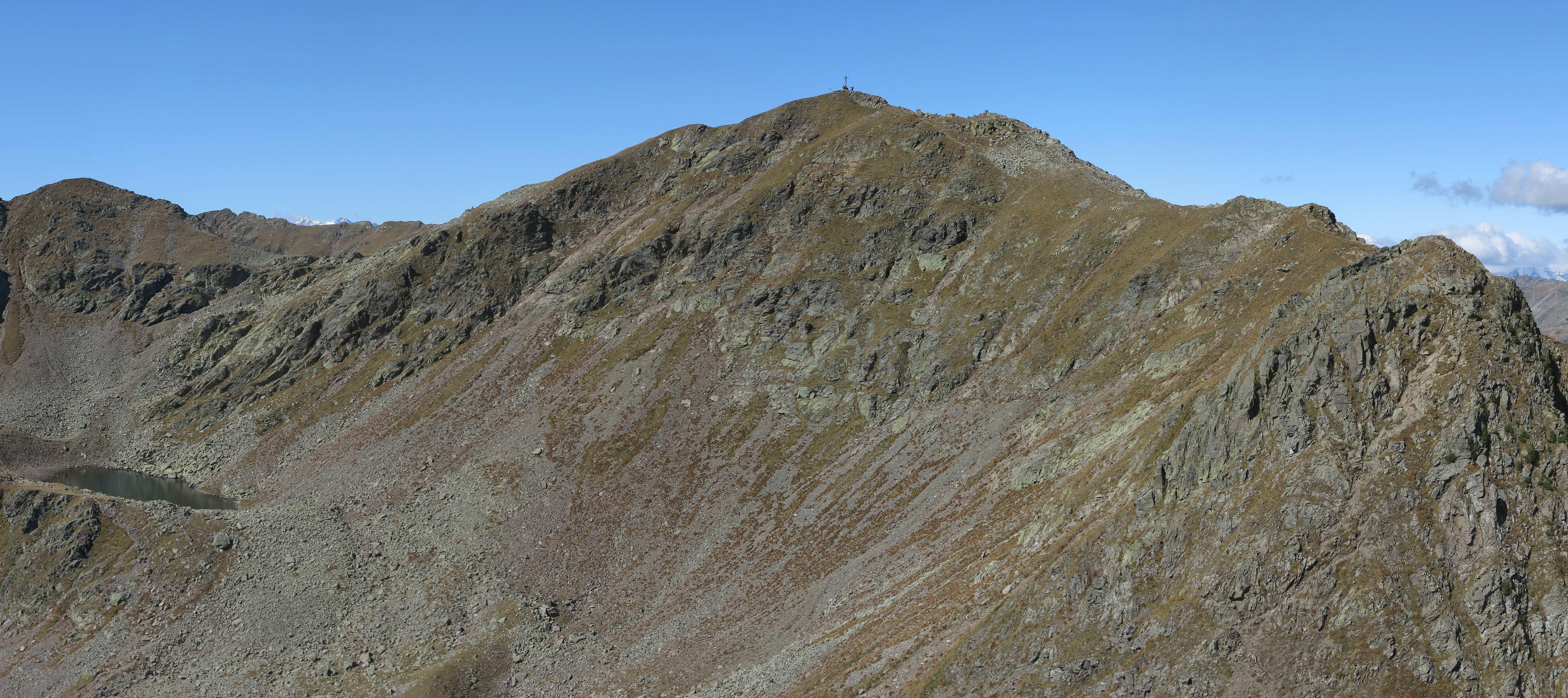
Blick vom Ritzlar zur Kassianspitze, links der Kassiansee

## Routen
Die übliche Anstieg führt vom Latzfonser Kreuz (2311 m s.l.m.) leicht auf markiertem Steig am Kassiansee vorbei in knapp einer Stunde zum Gipfel. Zum Latzfonser Kreuz bieten sich viele Anstiegsmöglichkeiten, beispielsweise von Osten, vom Kühhof über die Klausner Hütte in 2 Stunden, oder von Westen, von Reinswald im Durnholzer Tal, an der Getrumalm vorbei über das Lückl in etwa 3 Stunden.
Eine weitere Anstiegsmöglichkeit auf den Hauptgipfel der Kassianspitze stellt die Überschreitung des Ritzlar dar. Wenig westlich der Hütte zweigt man vom normalen Anstiegsweg direkt nach Norden auf, über Steigspuren und den etwas ausgesetzten Grat gelangt man so zum Ritzlar. Nach dem etwas steilen Abstieg an der Nordwestseite des Ritzlar und Überschreitung einer weiteren Graterhebung führt der Grat fast eben nordwestlich zur Kassianspitze.
Den südwestlichen Nebengipfel, die Samspitze, erreicht man nach kurzem Abstieg über den breiten Rücken leicht ansteigend auf dem teilweise etwas schmalen Grat. Von der Samspitze ist auch ein Abstieg zum Lückl möglich.